# معاهدة الويبو بشأن حق المؤلف
معاهدة الويبو بشأن حق المؤلف هي معاهدة دولية حول قانون حق المؤلف الذي اعتمدته الدول الأعضاء في المنظمة العالمية للملكية الفكرية في عام 1996. توفر الاتفاقية حماية إضافية لحقوق الطبع والنشر تعتبر ضرورية بسبب التقدم في تكنولوجيا المعلومات منذ تشكيل معاهدات حقوق التأليف والنشر السابقة قبل ذلك. من يضمن أن برامج الكمبيوتر محمية باعتبارها أعمالا أدبية (المادة 4) وهذا الترتيب واختيار المواد في قواعد بيانات محمية (المادة 5). توفر الاتفاقية لمؤلفي المصنفات السيطرة على تأجيرها وتوزيعها في المواد من 6 إلى 8 التي قد لا تكون موجودة بموجب اتفاقية برن. كما يحظر التحايل على التدابير التكنولوجية لحماية الأعمال (المادة 11) والتعديل غير المصرح به من معلومات إدارة الحقوق الواردة في الأعمال (المادة 12). اعتبارا من ديسمبر 2014 فقد صدقت الاتفاقية 93 دولة.
```
توفّر المعاهدة حماية إضافية 
لحقوق التأليف والنشر
 استجابةً للتقدّم في تكنولوجيا المعلومات منذ تشكيل معاهدات حقوق النشر السابقة لها.
[
7
]
 As of August 2023, the treaty has 115 contracting parties.
[
8
]
 يُطلق على معاهدة الويبو بشأن حق المؤلف 
واتفاقية المنظمة العالمية للملكية الفكرية بشأن الأداء والتسجيل الصوتي
 معًا اسم "معاهدات الويبو".
[
9
]
```

## التاريخ
خلال المراحل الأولى من المفاوضات، كان يُنظر إلى معاهدة الويبو بشأن حق المؤلف على أنها بروتوكول لاتفاقية برن، وهي بمثابة تحديث لتلك الاتفاقية منذ مؤتمر ستوكهولم عام 1971. ومع ذلك، بما أن أي تعديل على اتفاقية برن يتطلب موافقة بالإجماع من جميع الأطراف، فقد تم تصور معاهدة الويبو بشأن حق المؤلف على أنها معاهدة إضافية مكملة لاتفاقية برن. أدى انهيار المفاوضات حول تمديد اتفاقية برن خلال الثمانينات إلى تحول المنتدى إلى اتفاقية الغات GATT، ونتج عنها الاتفاقية حول الجوانب التجارية لحقوق الملكية الفكرية. وهكذا، أصبحت طبيعة أي معاهدة بشأن حق المؤلف من اتفاقيات المنظمة العالمية للملكية الفكرية أضيق إلى حد كبير، حيث اقتصرت على معالجة التحديات التي تطرحها التكنولوجيات الرقمية.

## الحماية التي تمنحها المعاهدة
تؤكد معاهدة الويبو بشأن حق المؤلف على الطبيعة الحافزة لحماية حق المؤلف، مدعيةً أهميتها للمساعي الإبداعية. وتضمن حماية برامج الحاسوب باعتبارها مصنفات أدبية (المادة 4)، وأن ترتيب واختيار المواد في قواعد البيانات محمي (المادة 5). وهي توفر لمؤلفي المصنّفات إمكانية التحكم في تأجيرها وتوزيعها (المواد من 6 إلى 8)، وهو ما قد لا يكون متوفراً بموجب اتفاقية برن وحدها. كما أنها تحظر التحايل على التدابير التكنولوجية لحماية المصنفات (المادة 11) والتعديل غير المصرح به لمعلومات إدارة الحقوق الواردة في المصنفات (المادة 12).
تعرضت المعاهدة لانتقادات كونها واسعة للغاية (على سبيل المثال، تحظر المعاهدة حالات التحايل على تدابير الحماية التقنية حتى لو استُخدم هذا التحايل في السعي للحصول على حقوق قانونية وحقوق استخدام عادلة) ولتطبيق معيار "مقاس واحد يناسب الجميع" على جميع البلدان الموقعّة عليها، على الرغم من اختلاف مراحل التنمية الاقتصادية وصناعة المعرفة في هذه الدول بشكلٍ كبير.

## التنفيذ
نُفّذت معاهدة الويبو بشأن حق المؤلف في الولايات المتحدة بموجب قانون الألفية للملكية الرقمية (DMCA). وافق مجلس الاتحاد الأوروبي على المعاهدة نيابةً عن الجماعة الأوروبية بموجب القرار 2000/278/EC المؤرخ في 16 آذار\مارس 2000. أما توجيه الاتحاد الأوروبي الذي يغطي إلى حدٍ كبير موضوع المعاهدة فيشمل: التوجيه 91/250/EC، إنشاء حماية حقوق النشر للبرامج؛ التوجيه 96/9/EC بشأن حماية حقوق النشر لقواعد البيانات؛ و التوجيه 2001/29/EC، الذي يحظر أجهزة التحايل على "تدابير الحماية التقنية"، مثل إدارة الحقوق الرقمية (أيضًا المعروفة باسم إدارة الحقوق الرقمية).

## وصلات خارجية
- النص الكامل لمعاهدة الويبو بشأن حق المؤلف (المعتمدة في جينيف في 20 ديسمبر، 1996) (بالإنجليزية) في قاعدة بيانات ويبو لكس في الموقع الرسمي للمنظمة العالمية للملكية الفكرية.
- ملخص المعاهدة باللغة العربية
  - أطراف المعاهدة